# Malcolm Thomson
Frederick Malcolm Thomson (21 de febrer de 1903 - 24 de setembre de 1986) va ser un publicista anglès, considerat un dels pioners de la publicitat a Catalunya i Espanya els anys trenta. La seva agència F.M.T. (Thomson Publicitat. Consellers sobre Mercats), establerta a Barcelona com a delegació a Espanya de l'estatunidenca J. Walter Thompson (JWT), va funcionar entre 1932 i 1936.
Nascut a Anglaterra, F. Malcolm Thomson va començar a treballar a la delegació londinenca de JWT, l'agència publicitària amb major implantació internacional els anys trenta, molt vinculada a l'activitat del seu principal client, General Motors (GM). Thomson va treballar posteriorment a la delegació d'Alexandria, fins que GM va tancar les plantes a l'Orient Mitjà. Tornà a Londres i fou destinat a Madrid, on des de 1927 Arthur Hartzell dirigia la delegació de JWT. El 1931 Thomson va rellevar Hartzell com a màxim directiu de la delegació, i el 1932 va decidir traslladar-la a Barcelona, on hi havia els seus clients més importants, com HMV. La delegació barcelonina va establir-se sota la denominació de F.M.T. (Thomson Publicitat. Consellers sobre Mercats), al número 27 del carrer de Casp. El 1934, va participar en la revista Publicitat de l'Institut Psicotècnic de la Generalitat de Catalunya amb l'article Mèthode i resultat d’alguns estudis de mercat, on exposava algunes de les metodologies utilitzades en aquell període.
Amb l'esclat de la Guerra Civil, el juliol de 1936 Thomson va marxar en un vaixell de guerra cap a Marsella, i deprés de romandre un mes a França va tornar a Londres. Va tornar a Barcelona el 1939, però l'esclat de la Segona Guerra Mundial el va portar a treballar pel Foreign Office com a agregat polític econòmic a l'ambaixada britànica a Madrid. En acabar la guerra, no va tornar a treballar de publicista i fou representant de maquinària industrial. Es va retirar a Dosrius, població maresmenca on va ser enterrat en morir el 1986.